# Jubb Ramlah (nahija)
Nahija Jubb Ramlah (ar. ناحية جب رملة‎)  je sirijska nahija u okrugu Masyaf u pokrajini Hama. Po popisu iz 2004. (prije rata), nahija je imala 39.814 stanovnika. Administrativno sjedište je u naselju Jubb Ramlah.